# Viceadmiral
 Denne artikel omhandler overvejende eller alene danske forhold. Hjælp gerne med at gøre artiklen mere almen.
Viceadmiral er en officersgrad i Søværnet over kontreadmiral og under admiral. Svarer til generalløjtnant i Hæren og Flyvevåbnet.
På linjeskibenes tid havde viceadmiralen ansvaret for den forreste del af en flåde, mens admiralen var i midten. Tidligere var "Chefen for Søværnet" den eneste viceadmiral i Danmark, men stillingen findes ikke længere. Den tidligere forsvarschef, admiral Tim Sloth Jørgensen, var som chef for forsvarsstaben viceadmiral. Der er p.t. ingen danske viceadmiraler (2009).
Lord Nelson deltog som viceadmiral under admiral Hyde Parker i Slaget på Reden (1801).
- Viceadmiral